# Moukhran
Le Moukhran ou Moukhrani (en géorgien : მუხრანი ; originellement connu sous le nom de Moukhnar [მუხნარი], littéralement « chênaie ») est une région historique de Géorgie orientale, aujourd'hui au sein de la région de Mtskheta-Mtianeti, au nord de la ville de Mtskheta. Celle-ci est située dans les frontières historiques du Karthli et est bordée par le Mtkvari et ses deux affluents : le Ksani et l'Aragvi.
Stratégiquement situé au milieu de routes traversant l'ancien royaume de Géorgie, facilement irrigable et fertile, le Moukhran fut une région économiquement avancée et, dans un certain sens, un lien entre les districts de basse-terre et les régions montagnardes du Karthli.

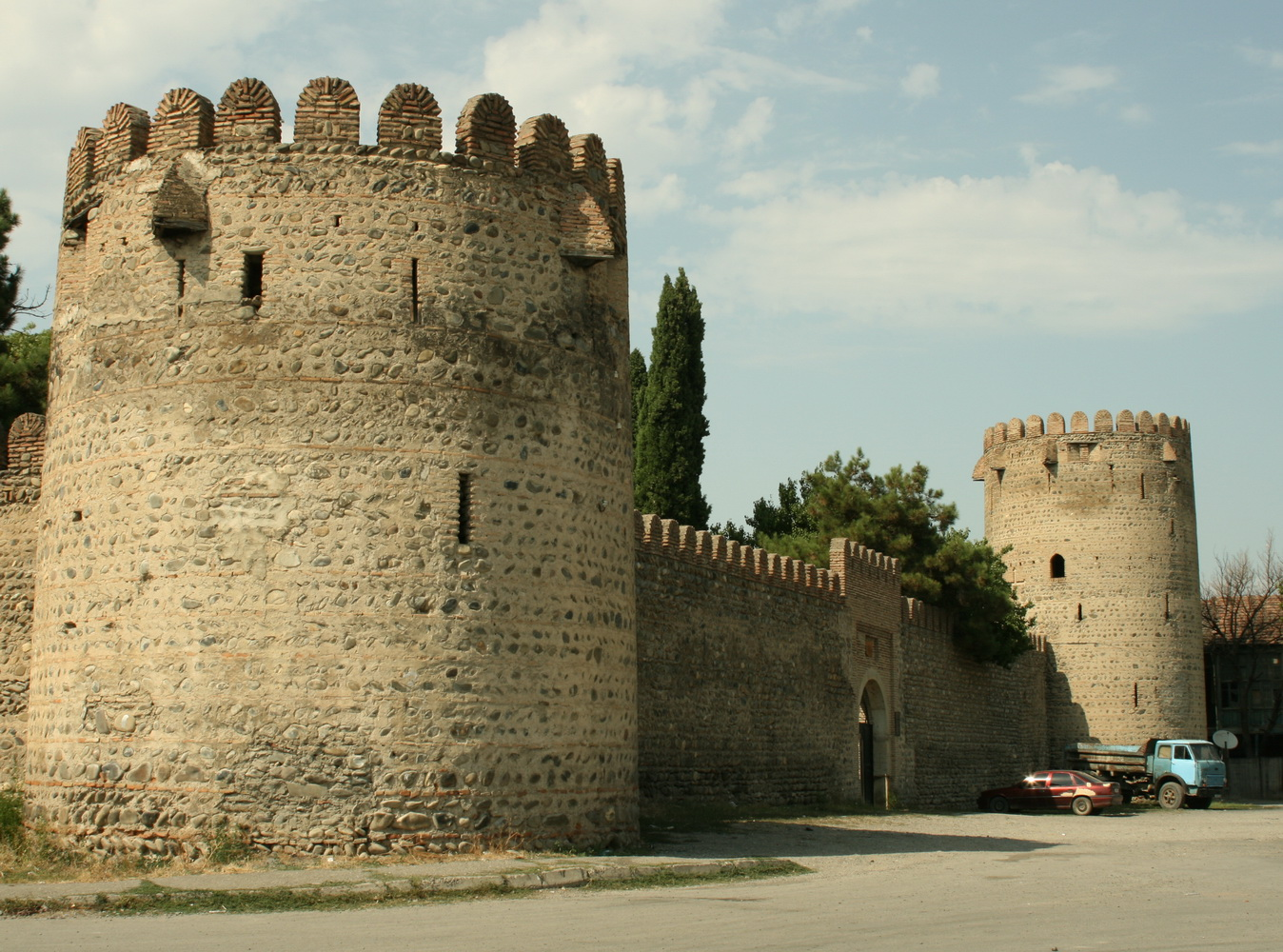
Le château de Mukhrani

Entre le IIe et le IVe siècles, la région avait pour centre la ville de Dzalissi, l'un des plus importants établissements du royaume d'Ibérie. Les chroniques médiévales géorgiennes décrivent le Moukhran comme une région forestière grandement appréciée par les rois géorgiens en tant qu'aire de chasse. Par la suite, la famille Dzaghanisdze prend possession de ce district du VIIIe - IXe siècle à 1123, quand le roi David IV le Reconstructeur le confisque et l'intègre aux domaines royaux. Le Moukhran devint un secteur florissant des domaines de la Couronne et une portion de la région est par la suite donnée au monastère de Chio-Mgvime et à la cathédrale de Svetistskhoveli.
En 1512, le Moukhran passa, en tant que propriété héréditaire, à une branche collatérale de la dynastie royale des Bagrations de Karthli, lorsque le roi David X de Karthli coupa une partie de la région pour son jeune frère Bagrat pour le remercier de son assistance lors du conflit contre le roi voisin Georges Ier de Kakhétie. Plus tard, le seigneur de Moukhran devient connu sous le nom de Moukhran-Batoni, tandis que la branche des Bagrations la possédant devient la dynastie des Bagrations-Moukhraneli (certains membres de cette famille sont plus tard naturalisés en Russie et connus sous le nom de « Princes Bagration-Moukhranski »). Alors que l'autorité royale déclinait, le Moukhran évolua en une seigneurie autonome nommée satavado, c'est-à-dire « tenu par un tavad », ou principauté géorgienne. La seigneurie devient connue sous le nom de Samoukhranbatono (« la terre de Moukhran-Batoni »). Le principal établissement de la principauté était Chios-Oubani, qui devient le village de Moukhran depuis les années 1770, tandis qu'une forteresse construite au début du XVIe siècle au confluent du Ksani et de l'Aragvi servait de principale place forte de la région. Les autres villages possédés par les Moukhran-Batoni étaient Aghaïani, Kandaguiani, Tezi, Okami et, durant un certain temps, Lamisqana et Gremiskhevi. Le statut autonome du Moukhran dura jusqu'à l'annexion de la Géorgie orientale par la Russie en 1801, sans que la principauté ne soit abolie avant les années 1840.